# Алі Лютфі Махмуд
Алі Лютфі Махмуд (араб. على لطفي محمود; 6 жовтня 1935 — 27 травня 2018) — єгипетський політичний діяч, прем'єр-міністр Єгипту з вересня 1985 до листопада 1986 року.